# Català septentrional de transició
S'anomena català septentrional de transició el conjunt de parles del nord del Principat de Catalunya presents a una franja horitzontal que s'estén entre vint i trenta quilòmetres al sud de la frontera amb l'estat francès on es considera convencionalment que s'atura aquesta varietat, és a dir aproximativament des de Cadaqués a la costa gironina fins a l'oest de Martinet a la Cerdanya. Aquesta representa actualment una zona híbrida que conserva certs trets comuns amb el dialecte septentrional però que es veu constantment submergida per la pressió del català central.

## De l'empordanèsalcatalà septentrional de transició
Les excursions filològiques d'Alcover i de Schädel van permetre d'evidenciar certes característiques peculiars d'aquesta àrea. A conseqüència, a la seva divisió dialectal del català (1919), Pere Barnils batejà aquesta zona amb el nom "empordanès". Antoni Griera el 1930 el denominà "català de Girona" i fou finalment Joan Coromines qui li donà, el 1958, el seu nom actual.
Les darreres edicions dels Parlars catalans de Joan Veny situen aquesta varietat a dintre del català central. Montserrat Adam Aulinas va evidenciar a la seva tesi El català septentrional de transició: nova visió des de la morfologia la reculada de les peculiaritats d'aquesta àrea.

## Trets específics[1]
- Vocalisme tònic característic de certs mots, que canvien /ɔ/ per /o/ (flor, hora), /ɛ/ per /e/ (paciència), i /e/ per /ɛ/ (és, ell).
- Elisió de -s final del plural en posició prenominal (el comerciants, el moros, tot dos).
- Ús de la forma masculina del possessiu en mots femenins (casa meu, la meu mare) i alguns canvis de gènere (la fred).
- Ús d'[ut] o [uk] en primera persona singular del present d'indicatiu (càntut, càntuc enlloc de canto).
- Ús de soms (som), sous (sou) i érems (érem), diguem (diem), siguem (som), trobs (trobes), iré (aniré), correvem (correm), correvia (corria).
- Tancament de les vocals o a u: No sé cum anar-hi (com), a un vas? (on).
- Pèrdua de /d/ en els grups N'R i L'R: tenre (tendre), cenres (cendres), calre (caldre).
- Ús de l'auxiliar ser en lloc d'haver (quan és pentinat, després de quan és sembrat).
- Ús de la forma pas en construccions negatives (no fan pas res més que això, no m'agrada pas).
- Ús de tabé (també) i al cim de (sobre).